# In territorio nemico (album)
In territorio nemico è un album della cantante italiana Milva, pubblicato il 2 marzo 2007 dall'etichetta discografica Trecolori e distribuito dalla Edel.
L'album è stato anticipato dalla partecipazione della cantante al Festival di Sanremo 2007 con il brano The Show Must Go On ed è stato interamente scritto e prodotto da Giorgio Faletti.
Si tratta di un disco molto particolare sia per la poeticità dei testi, che per la raffinata musicalità  che per l'intensità musicale data da Milva che realizza uno dei suoi dischi migliori. In territorio nemico esplora i territori nemici che ognuno può affrontare nella propria vita sia sul piano psicologico, che relazionale e sociale. Tre sigarette , per esempio, parla della doppia vita di uno studente universitario divenuto cecchino, mentre   Mio fratello non trova lavoro affronta il tema della disoccupazione e della lotta fratricida per avere un posto.

## Tracce
CD (Trecolori 0185622TRM)
Testi e musiche di Giorgio Faletti.
1. Canzone della donna che voleva essere marinaio – 3:11
2. Tre sigarette – 4:11
3. The Show Must Go On – 4:24
4. Jaques – 4:27
5. Cambio d'identità – 4:09
6. Rovente – 3:08
7. La mosca bianca – 3:02
8. Mio fratello non trova lavoro – 4:02
9. Maledetto – 3:58
10. Questa notte la luna – 1:26

Durata totale: 35:58

## Formazione
- Milva – voce
- Lucio Fabbri – tastiera, chitarra, violino, viola
- Antonio Petruzzelli – basso
- Roberto Gualdi – batteria
- Stefano Cisotto – tastiera, programmazione
- Raffaele Viganò – chitarra elettrica
- Desirèe Dell'Amore – arpa
- Matteo Del Soldà – viola
- Serafino Tedesi – violino
- Simone Rossetti Bazzaro – violino
- Andrea Anzalone – violoncello

## Classifiche
| Classifica | Posizione massima |
| ---------- | ----------------- |
| Italia     | 40                |